# تامباوندا
تامباوندا (به لاتین: Tambacounda Region) یک منطقهٔ مسکونی در سنگال است که در سنگال واقع شده‌است. تامباوندا ۴۲٬۳۶۴ کیلومتر مربع مساحت و ۶۴۹٬۸۵۴ نفر جمعیت دارد.